# 瀨戶市
瀨戶市（日语：／ Seto shi */?）是位於日本愛知縣中北部的市級行政區劃，轄區主要位於尾張丘陵的中部，西南部地勢較為低平，主要市區位於矢田川及其支流瀨戶川之間的區域。
在本市南部與長久手市之間的山丘地上，設有負責中京圈無線數位電視的集約電波塔－瀨戶數位塔。
（Se-To）之名被認為可能是來自「陶處」（Sue-To）的諧音，或是指地形為山峽之口的「狹門」（Se-To）的發音，本地自古即以「瀨戶燒」而聞名，並為「六古窯」之一。

## 人口
過去曾經以陶瓷工程產業而發展，在1920年代曾是全愛知縣人口第五多的行政區劃，也因此在1929年成為愛知縣內第五個市級行政區劃；但在陶瓷產業衰退後，逐漸成為名古屋市的通勤城鎮，人口並隨著大型新市鎮的開發而快速成長，但在2000年代後人口成長趨緩。
| 濑户市人口分布圖 |                                               |  |
| 濑户市與日本全國年齡別人口分布比較圖 （2005年資料） | 濑户市的年齡、男女別人口分布圖 （2005年資料） |  |
| ■紫色是濑户市 ■綠色是全国 | ■藍色是男性 ■紅色是女性                       |  |
| 濑户市人口變化 \| 1970年 \| 92,681人 \| \| \| 1975年 \| 112,569人 \| \| \| 1980年 \| 120,774人 \| \| \| 1985年 \| 124,623人 \| \| \| 1990年 \| 126,340人 \| \| \| 1995年 \| 129,393人 \| \| \| 2000年 \| 131,650人 \| \| \| 2005年 \| 131,925人 \| \| \| 2010年 \| 132,224人 \| \| \| 2015年 \| 129,046人 \| \| \| 2020年 \| 127,792人 \| \| |                                               |  |
| 資料來源：日本總務省統計中心提供之人口普查數據 |                                               |  |
| 1970年 | 92,681人                                      |  |
| 1975年 | 112,569人                                     |  |
| 1980年 | 120,774人                                     |  |
| 1985年 | 124,623人                                     |  |
| 1990年 | 126,340人                                     |  |
| 1995年 | 129,393人                                     |  |
| 2000年 | 131,650人                                     |  |
| 2005年 | 131,925人                                     |  |
| 2010年 | 132,224人                                     |  |
| 2015年 | 129,046人                                     |  |
| 2020年 | 127,792人                                     |  |

## 历史
過去在令制國時代最初屬於尾張國山田郡；12世紀起，此區域陸續由水野氏、山田氏在南部丘陵及北側庄內川沿岸建立了入尾城、南山城、上菱野城。
13世紀時由曾至中國的加藤景正在此找到合適的黏土原料後，開始發展出生產陶器的產業，本地的陶器也開始以「瀨戶燒」而聞名。
在約15世紀時山田郡被廢除，因此此地大部分區域改劃入春日井郡，南部矢田川附近區域則劃入愛知郡。
15世紀時松原氏也曾在矢田川及其支流瀨戶川之間的區域建立了橫山城、今村城、本地城。
17世紀進入江戶時代後，全域都成為尾張藩的領地，位於北部山區內的定光寺也成為尾張藩主尾張德川家的菩提寺；19世紀實施廢藩置縣後本地改隸屬名古屋縣，在1872年的第一次府縣整併後隸屬新整併而成的名古屋縣，而名古屋縣在四個月後更名為愛知縣。
1889年日本實施町村制，設立了瀨戶村，不過最初的瀨戶村僅霞有瀨戶川周邊區域，現在的瀨戶市其他地區在當時還分屬八白村、水野村、掛川村、上品野村、下品野村、赤津村、幡野村、山口村八個行政區劃；瀨戶村很快地在1892年即改制為瀨戶町，在1906年愛知縣的町村整併中，位於東北側的掛川村、上品野村、下品野村被整併為品野村，位於南側的幡野村和山口村被整併為幡山村，西側的八白村雖然一度在1906年被整併至旭村，但在1925年原屬八白村的今地區、美濃之池地區與位於東側的赤津村一同被併入瀨戶町，瀨戶町之後再於1929年升格成為瀨戶市。
位於西北側水野村、位於南側的幡山村和位於東北側於1924年升格而成的品野町，此後先後在1951年、1955年、1959年被併入瀨戶市，組成現在瀨戶市的範圍。

### 變遷表
| 1889年10月1日            | 1889年 - 1944年            | 1889年 - 1944年            | 1889年 - 1944年            | 1945年 - 1954年            | 1955年 - 1989年                    | 1989年 - 現在                      | 現在                               |
| ------------------------ | -------------------------- | -------------------------- | -------------------------- | -------------------------- | ---------------------------------- | ---------------------------------- | ---------------------------------- |
| 印場村                   | 1906年7月16日 合併為旭村   | 旭村                       | 旭村                       | 1948年8月5日 改制為旭町    | 1970年12月1日 升格並更名為尾張旭市 | 1970年12月1日 升格並更名為尾張旭市 | 1970年12月1日 升格並更名為尾張旭市 |
| 新居村                   | 1906年7月16日 合併為旭村   | 旭村                       | 旭村                       | 1948年8月5日 改制為旭町    | 1970年12月1日 升格並更名為尾張旭市 | 1970年12月1日 升格並更名為尾張旭市 | 1970年12月1日 升格並更名為尾張旭市 |
| 八白村                   | 1906年7月16日 合併為旭村   |                            |                            | 1948年8月5日 改制為旭町    | 1970年12月1日 升格並更名為尾張旭市 | 1970年12月1日 升格並更名為尾張旭市 | 1970年12月1日 升格並更名為尾張旭市 |
| 1925年8月26日 併入瀨戶町 | 1906年7月16日 合併為旭村   | 1929年10月1日 改制為瀨戶市 | 1929年10月1日 改制為瀨戶市 | 瀨戶市                     | 瀨戶市                             | 瀨戶市                             |                                    |
| 1925年8月26日 併入瀨戶町 | 赤津村                     | 1929年10月1日 改制為瀨戶市 | 1929年10月1日 改制為瀨戶市 | 瀨戶市                     | 瀨戶市                             | 瀨戶市                             |                                    |
| 瀨戶村                   | 1892年1月29日 改制為瀨戶町 | 1892年1月29日 改制為瀨戶町 | 1929年10月1日 改制為瀨戶市 | 瀨戶市                     | 瀨戶市                             | 瀨戶市                             |                                    |
| 水野村                   | 水野村                     | 水野村                     | 水野村                     | 瀨戶市                     | 瀨戶市                             | 瀨戶市                             | 1951年5月3日 併入瀨戶市            |
| 掛川村                   | 1906年7月16日 合併為品野村 | 1924年1月1日 改制為品野町  | 1924年1月1日 改制為品野町  | 1924年1月1日 改制為品野町  | 瀨戶市                             | 瀨戶市                             | 1959年4月1日 併入瀨戶市            |
| 上品野村                 | 1906年7月16日 合併為品野村 | 1924年1月1日 改制為品野町  | 1924年1月1日 改制為品野町  | 1924年1月1日 改制為品野町  | 瀨戶市                             | 瀨戶市                             | 1959年4月1日 併入瀨戶市            |
| 下品野村                 | 1906年7月16日 合併為品野村 | 1924年1月1日 改制為品野町  | 1924年1月1日 改制為品野町  | 1924年1月1日 改制為品野町  | 瀨戶市                             | 瀨戶市                             | 1959年4月1日 併入瀨戶市            |
| 幡野村                   | 1906年5月10日 合併為幡山村 | 1906年5月10日 合併為幡山村 | 1906年5月10日 合併為幡山村 | 1906年5月10日 合併為幡山村 | 瀨戶市                             | 瀨戶市                             | 1955年2月11日 併入賴戶市           |
| 山口村                   | 1906年5月10日 合併為幡山村 | 1906年5月10日 合併為幡山村 | 1906年5月10日 合併為幡山村 | 1906年5月10日 合併為幡山村 | 瀨戶市                             | 瀨戶市                             | 1955年2月11日 併入賴戶市           |

## 交通

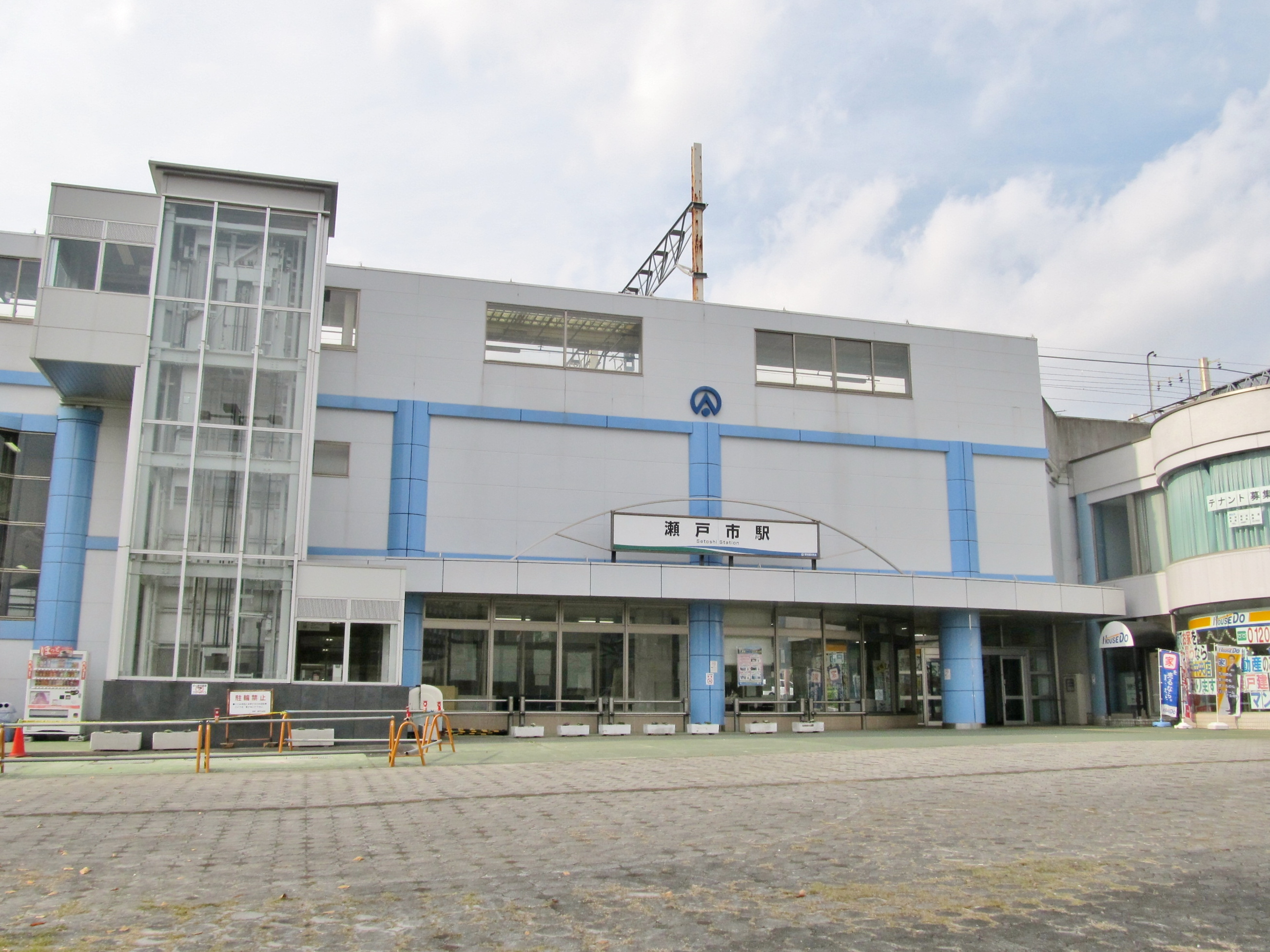
瀨戶市車站東口

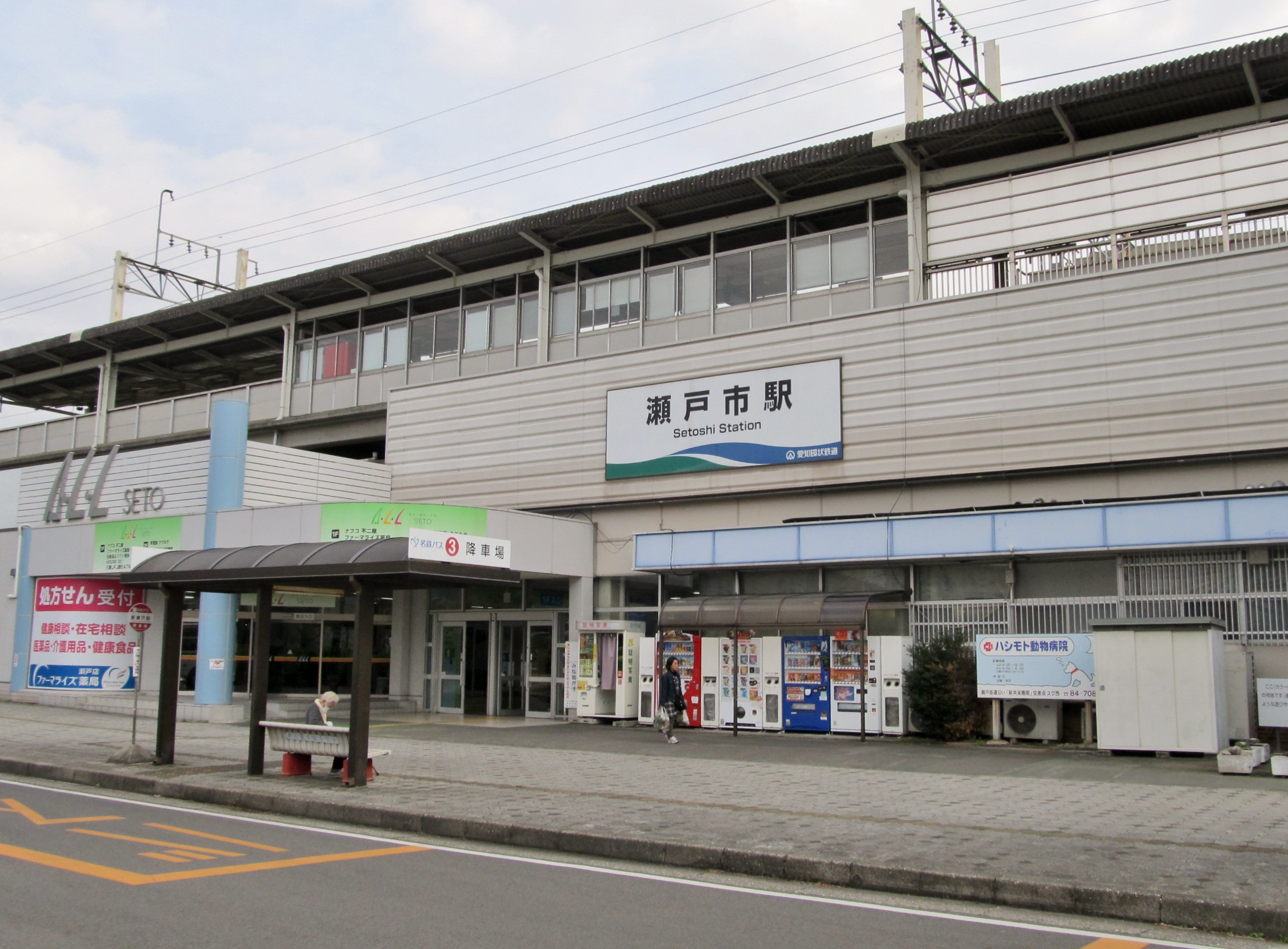
瀨戶市車站西口

名古屋鐵道濑户線自西側的名古屋市市區中往東經尾張旭市直接進入瀨戶市的市中心，利用此條鐵路可在40分鐘內抵達名古屋市榮町車站；此外，由愛知縣多個地方政府共同經營的愛知環狀鐵道線以南北方向自西側的主要市區間通過，兩條路現在新瀬戶車站及瀨戶市車站可以以站外方式轉乘。
高速道路東海環狀自動車道以南北向自轄區東部山區間通過，往北可直接進入岐阜縣的土岐市。
市內的客運路線主要由名古屋鐵道集團旗下的名鐵巴士及由市政府委託營運的瀨戶市社區巴士所經營，其路線以新瀬戶車站及尾張瀨戶車站為中心，大部分路線都可以在這兩個車站與名古屋鐵道的鐵路轉乘，也有部分路線可直接接入長久手市、尾張旭市，甚至至名古屋市；在北部山區的下半田川町地區則有同樣屬於名古屋鐵道集團，但以岐阜縣東濃地區為主的東濃鐵道所經營的路線可以直接自多治見市往返。

### 鐵路
- 名古屋鐵道
  - 濑户線：（←尾張旭市） - 水野車站 - 新瀬戶車站 - 瀨戶市役所前車站 - 尾張瀨戶車站
- 愛知環狀鐵道
  - 愛知環狀鐵道線：（←豐田市） - 山口車站 - 瀨戶口車站 - 瀨戶市車站 - 中水野車站 - （春日井市）

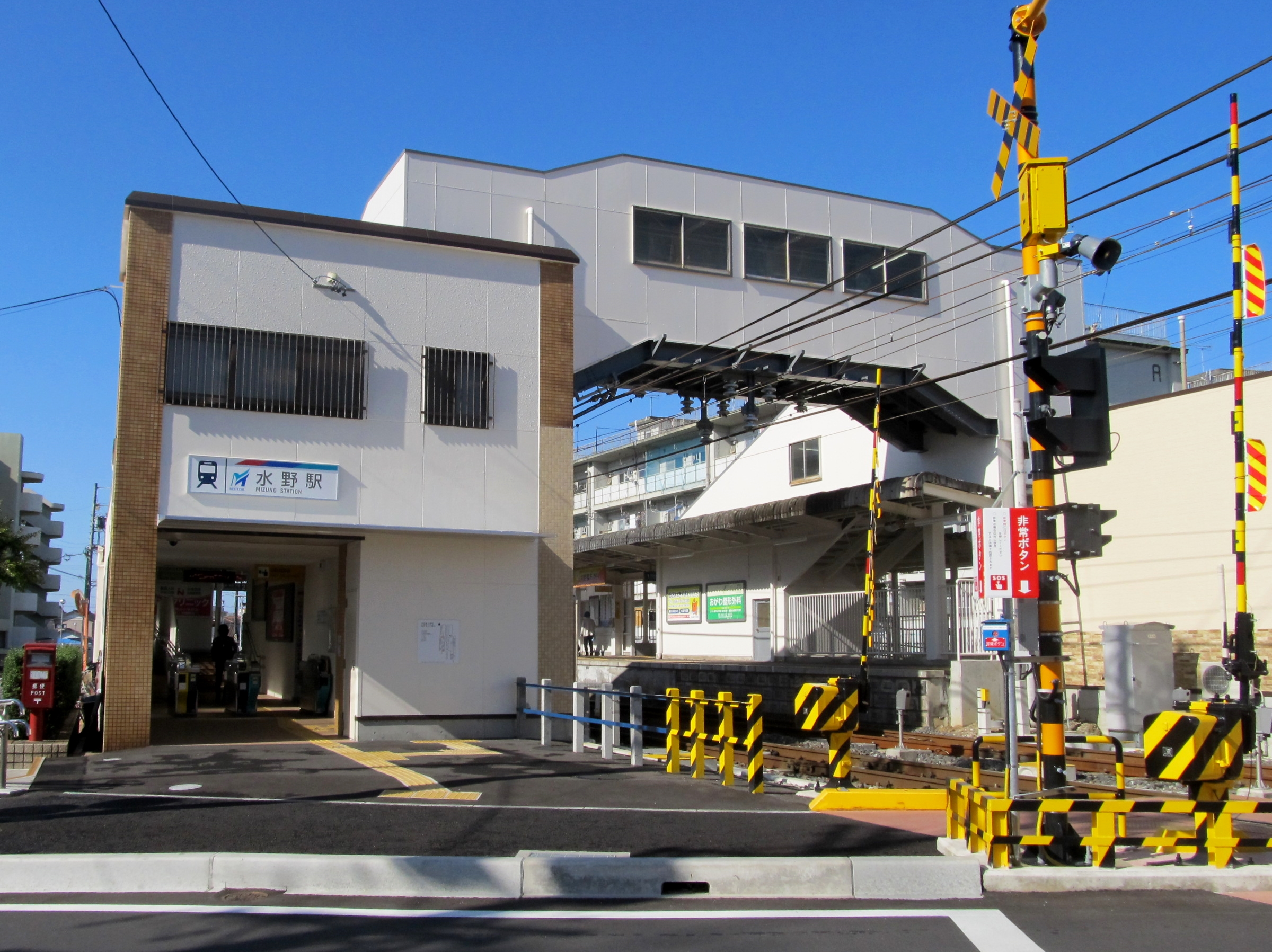
水野車站
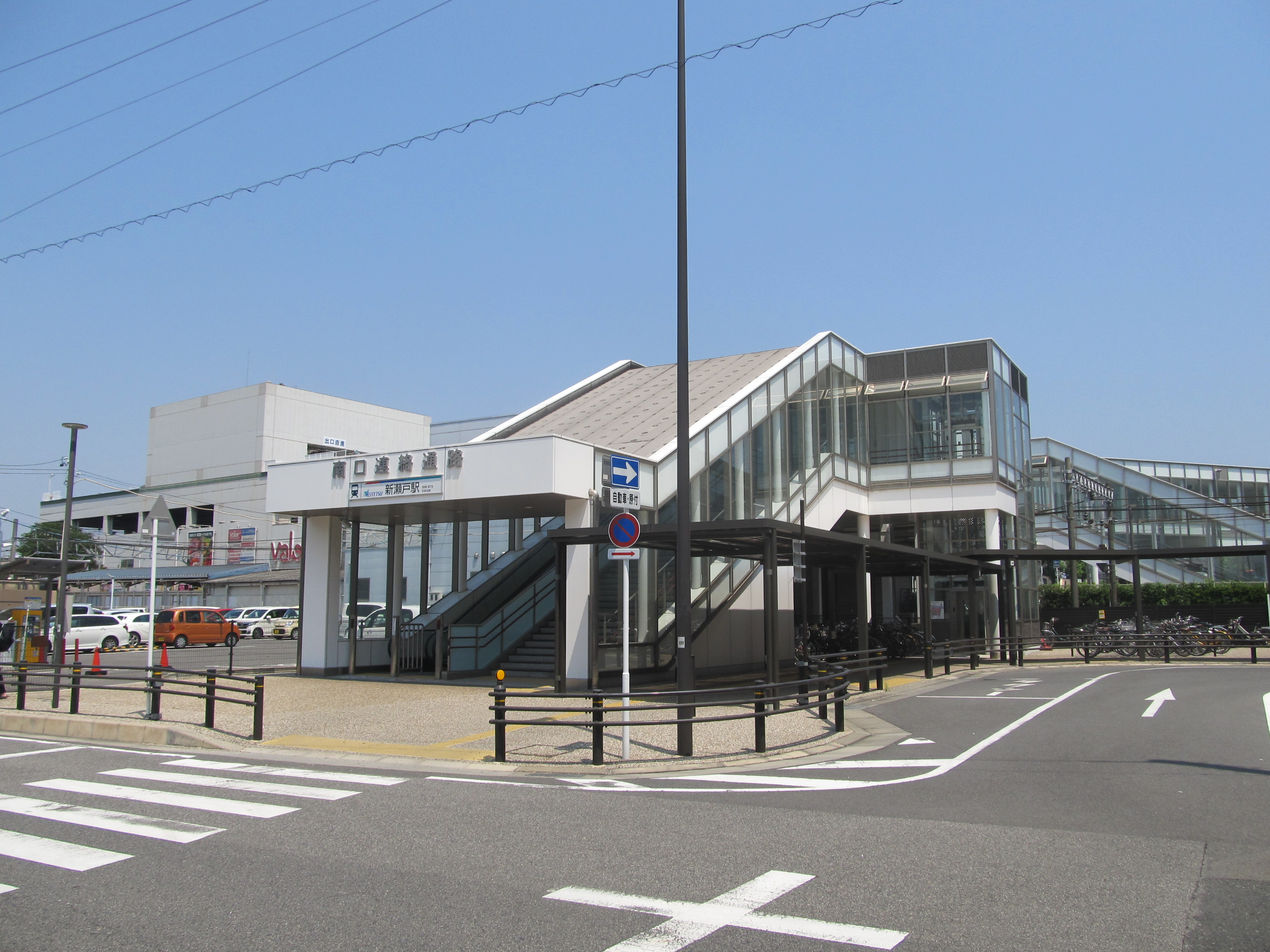
新瀬戶車站
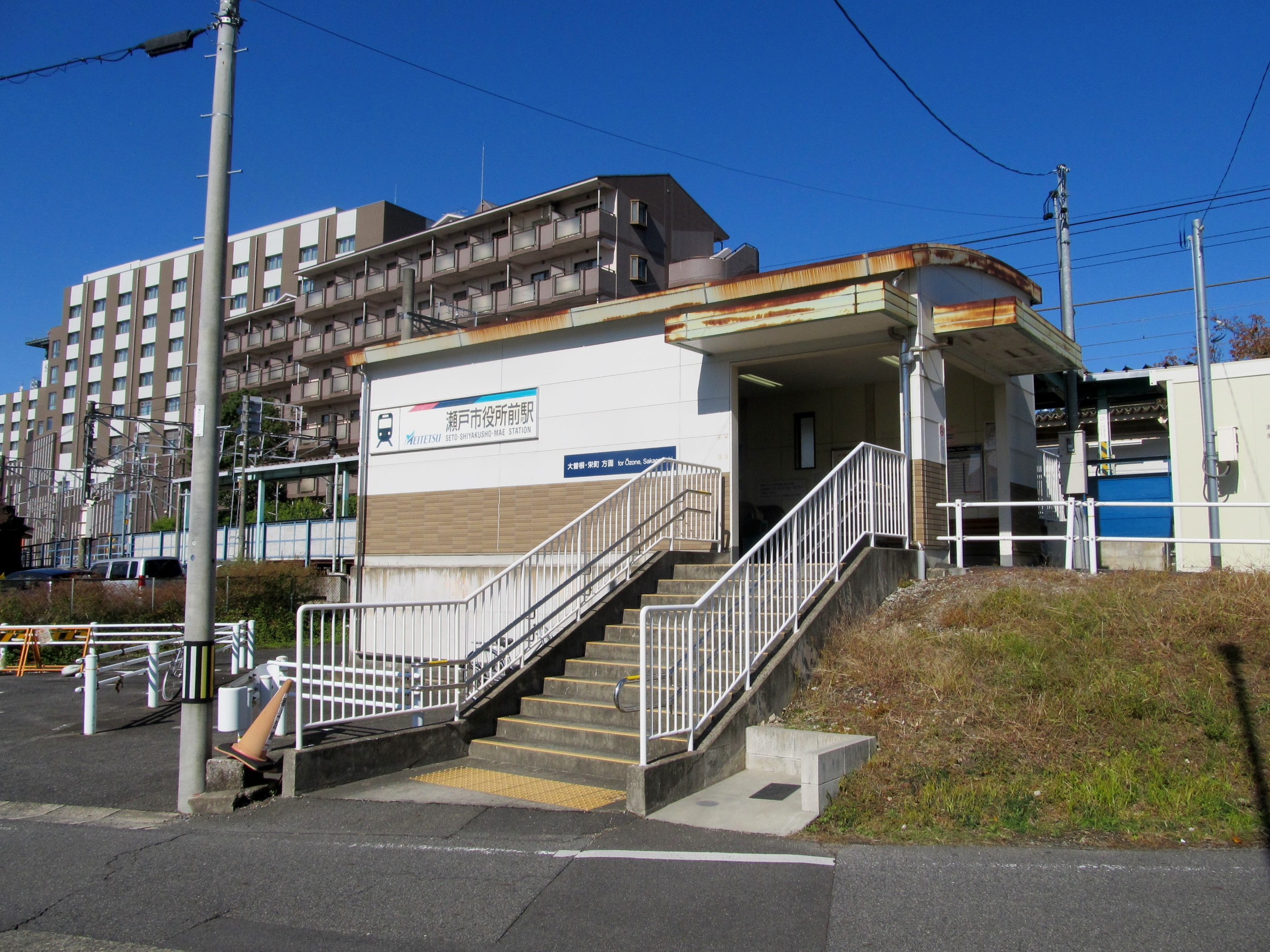
瀨戶市役所前車站
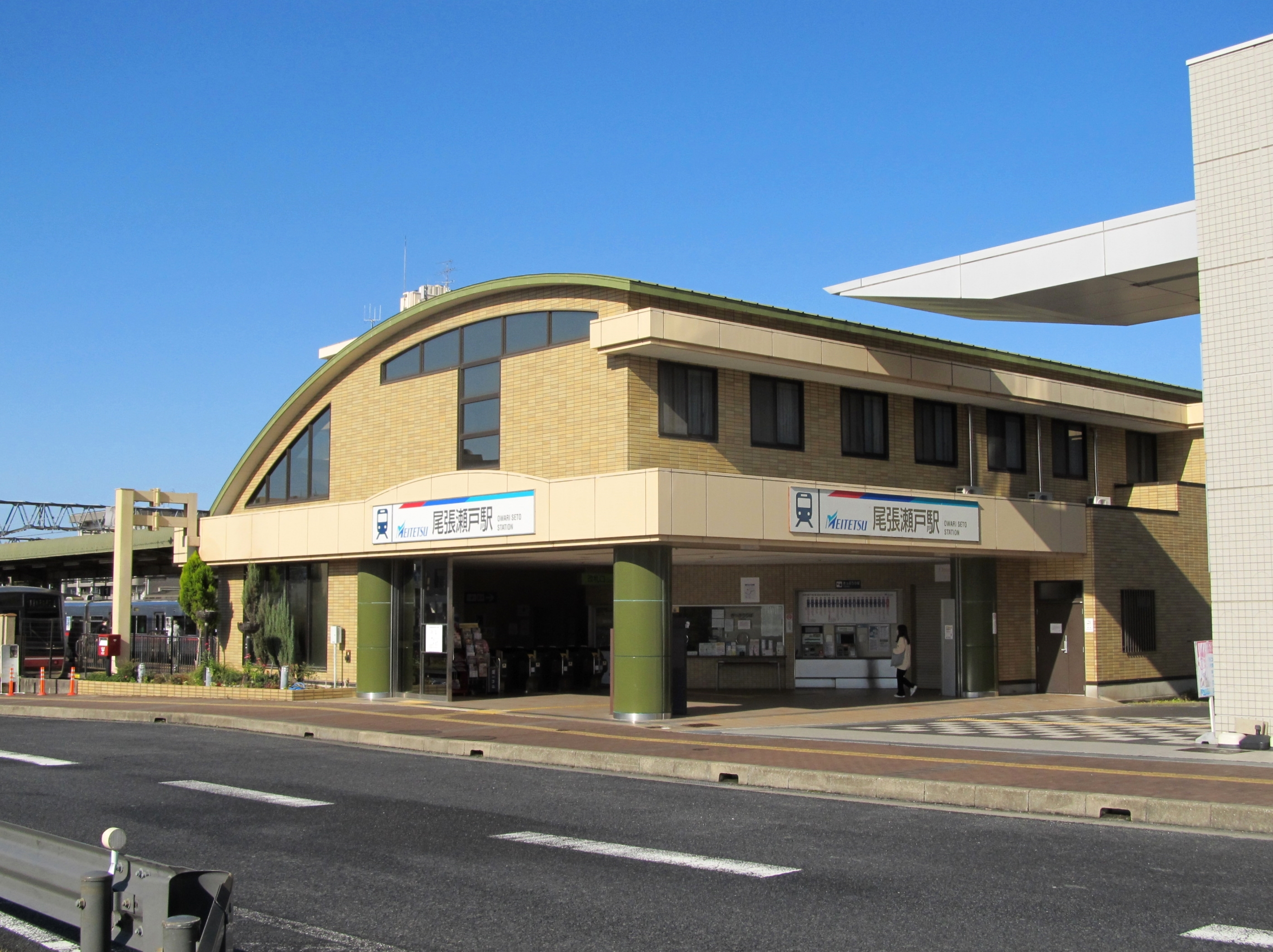
尾張瀨戶車站
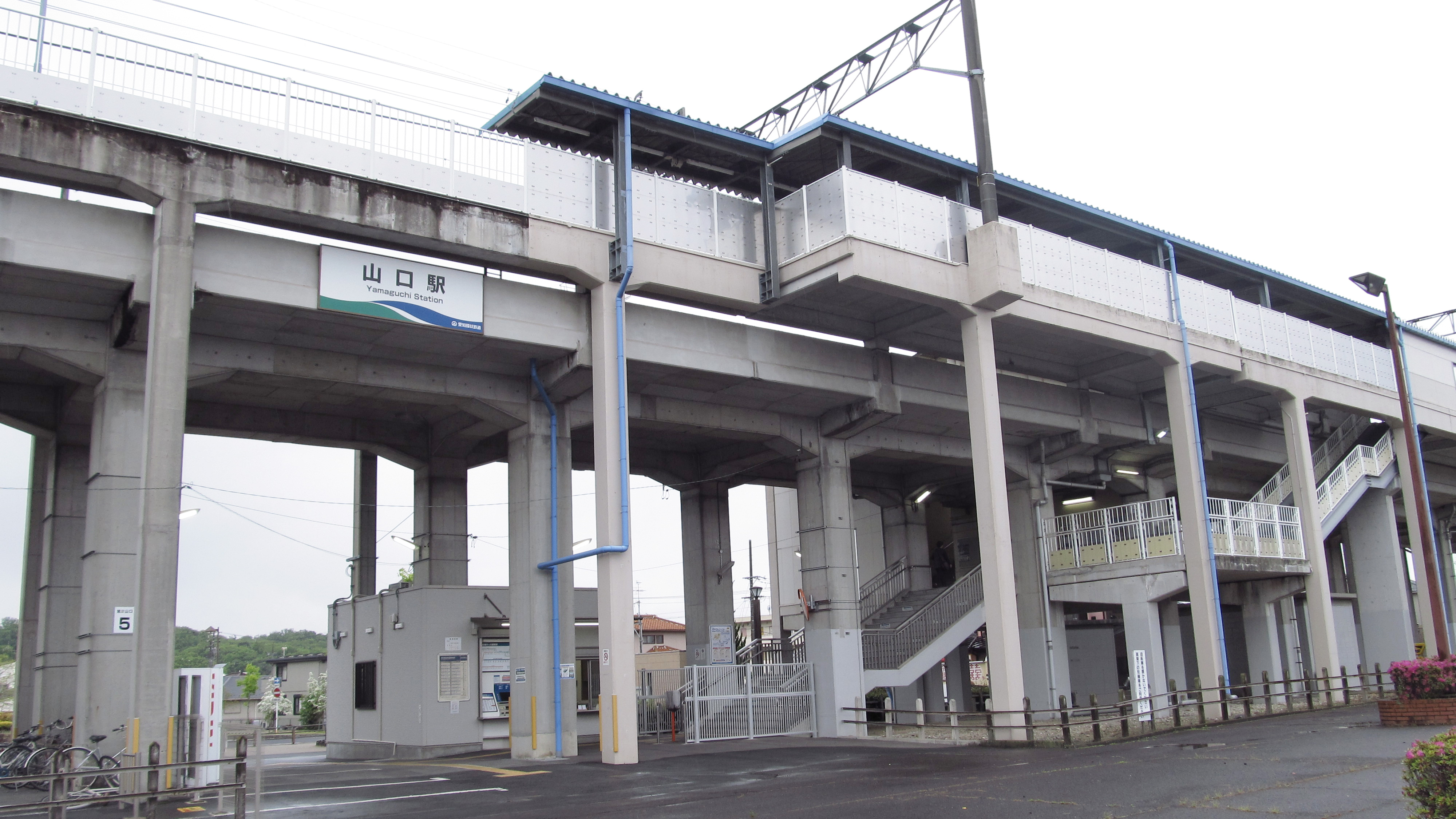
山口車站
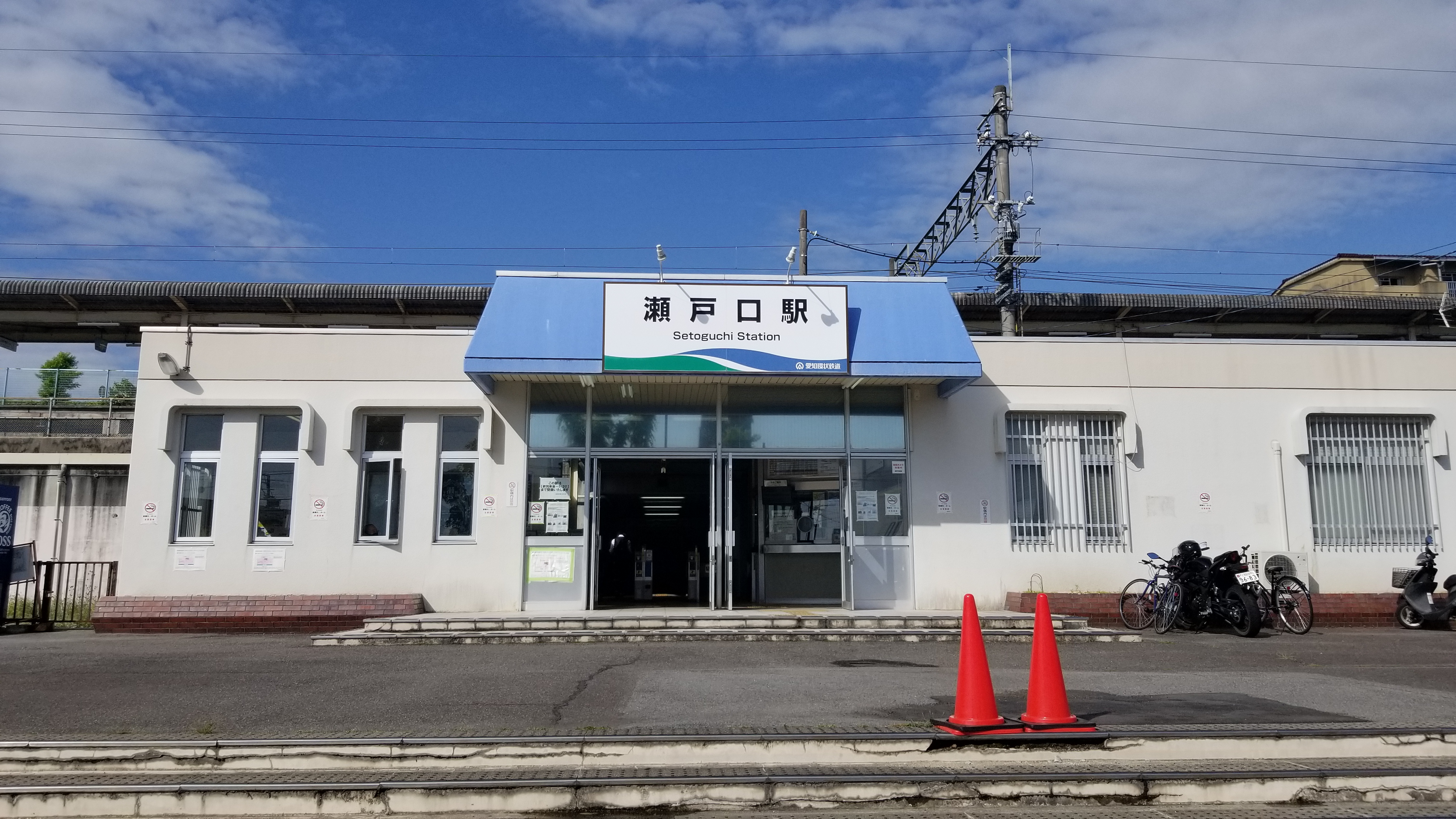
瀨戶口車站
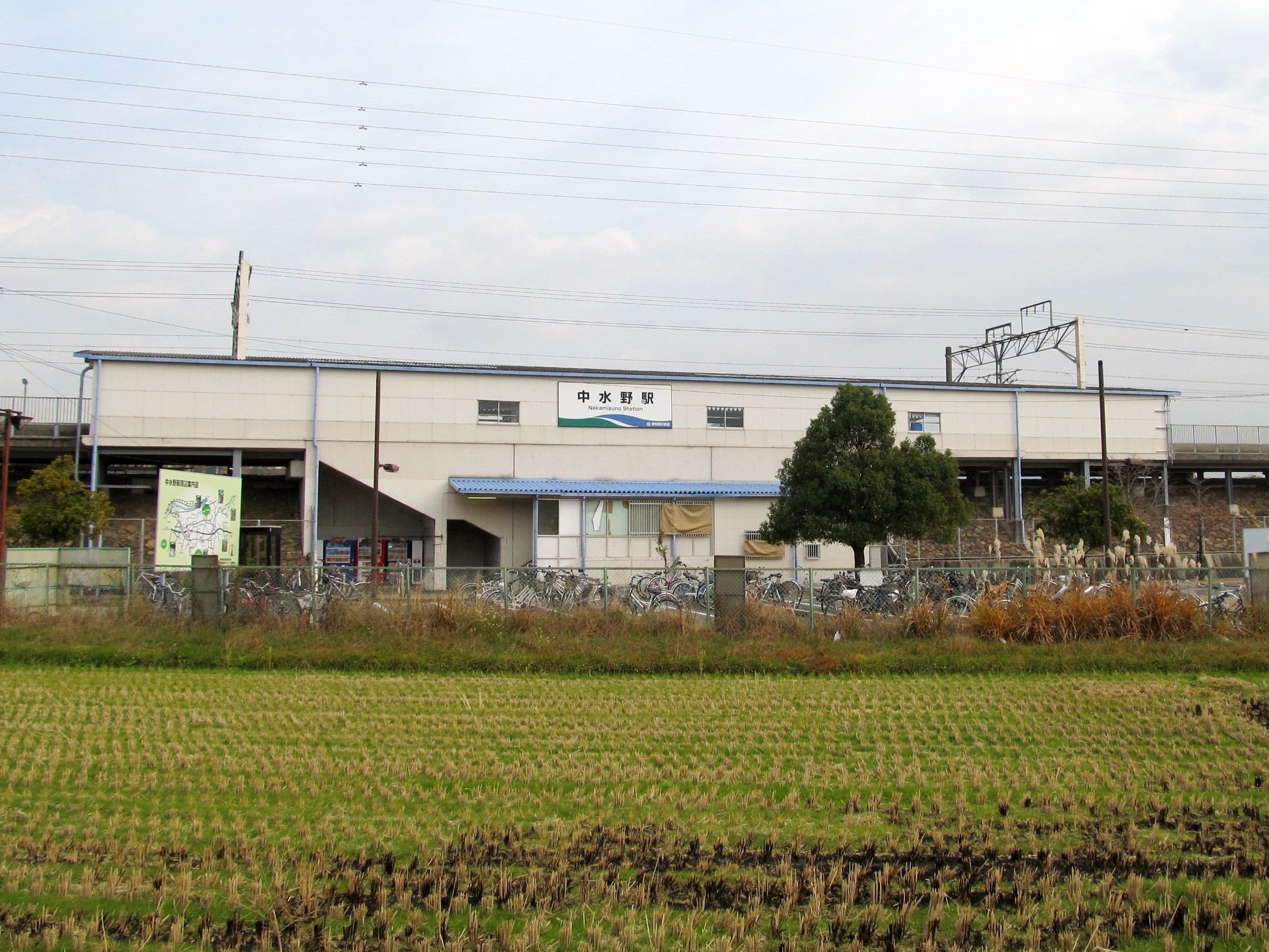
中水野車站

### 公路
高速道路
- 東海環狀自動車道：（豐田市） - 瀨戶赤津交流道（日语：せと赤津インターチェンジ） / 瀨戶赤津休息區（日语：せと赤津パーキングエリア） - 瀨戶品野交流道 - （土岐市）

## 觀光資源
由於自古即為陶器的產地，陶瓷相關文化也成為瀨戶的特色，包括約為14世紀至15世紀時期的小長曾陶器窯遺跡，聚集了多個陶瓷產業的窯垣的小徑，以陶器為主題的愛知縣立陶瓷博物館、瀨戶市新世紀工藝館、瀨戶染付工藝館、瀨戶藏博物館。
北部山區內建於14世紀的定光寺由於為尾張德川家的菩提寺，多個建築仍完整保存至今，其本堂及供奉尾張德川家家祖德川義直的源敬公廟都已被列為國家重要文化財產，周邊區域也成為著名的秋季紅葉欣賞景點。
1990年代起，瀨戶市開始結合陶瓷產業，以招財貓為主題，舉辦來福招財貓節，除了在市內推出招財貓彩妝服務，讓市民和旅客以招財貓的彩妝造型於市內走動，餐廳也推出以招財貓造型的陶器作為外帶便當盒，並開辦以招財貓為主題的「日本招財貓大獎」，獲獎者可直接在市內舉行個展。2005年在市區內也由私人設立了招財貓博物館。
2005年國際博覽會曾在瀨戶南部的丘陵區域內設有瀨戶會場，當時的會場在活動結束後被規劃為公園海上之森，在此區域內仍可見到部分過去博覽會時留下的設施。

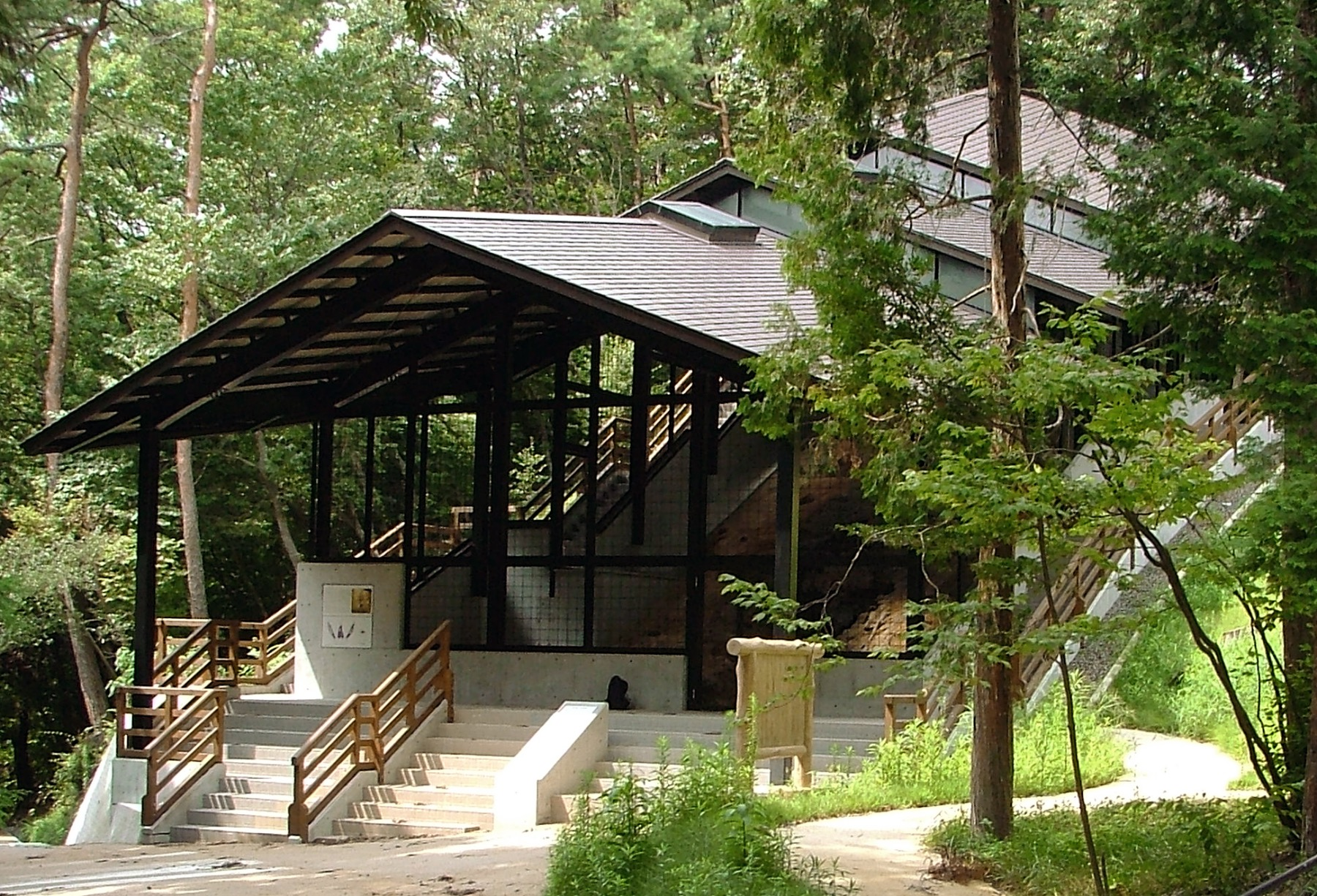
小長曾陶器窯遺跡
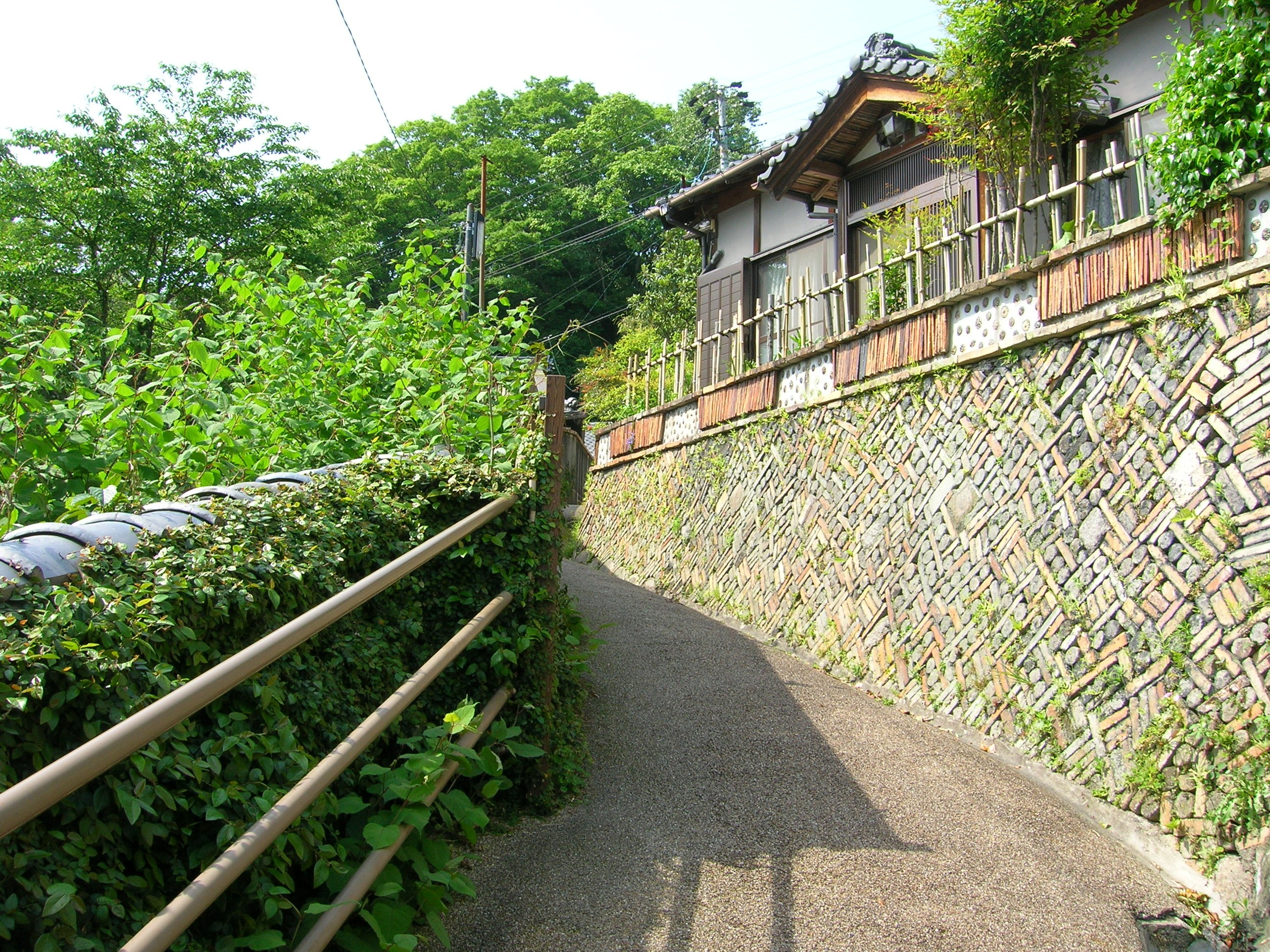
窯垣的小徑
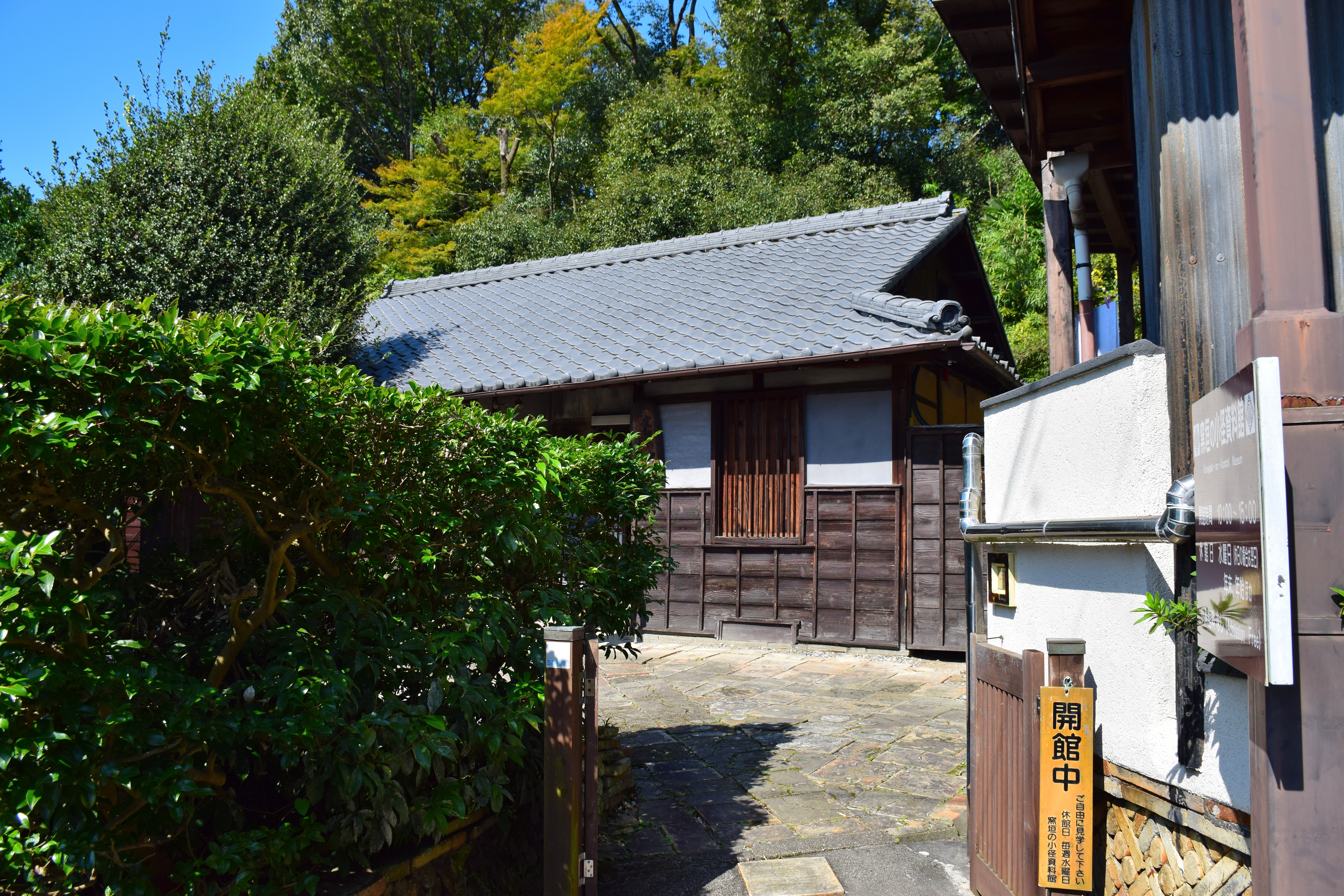
窯垣的小徑資料館
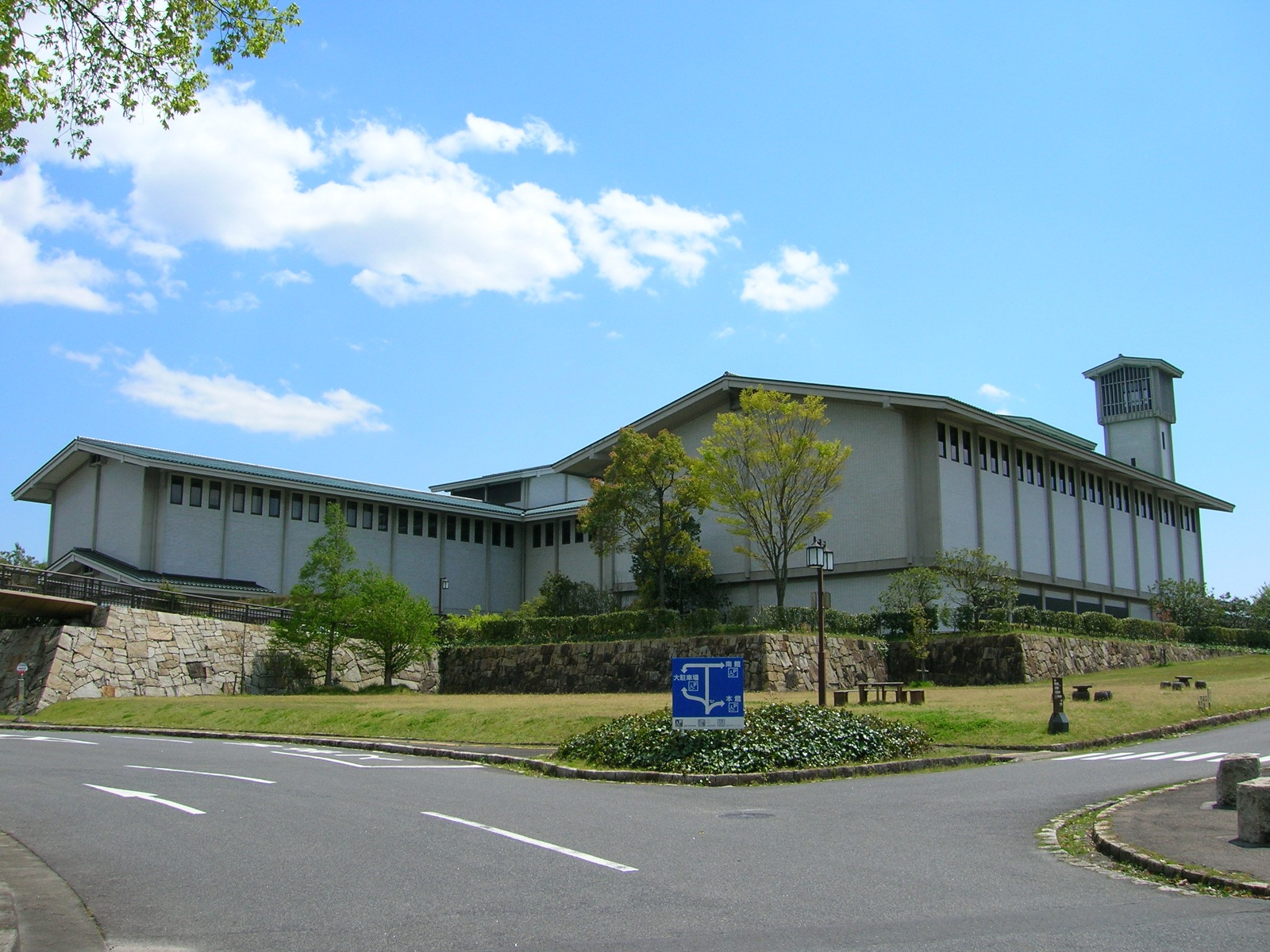
愛知縣立陶瓷博物館
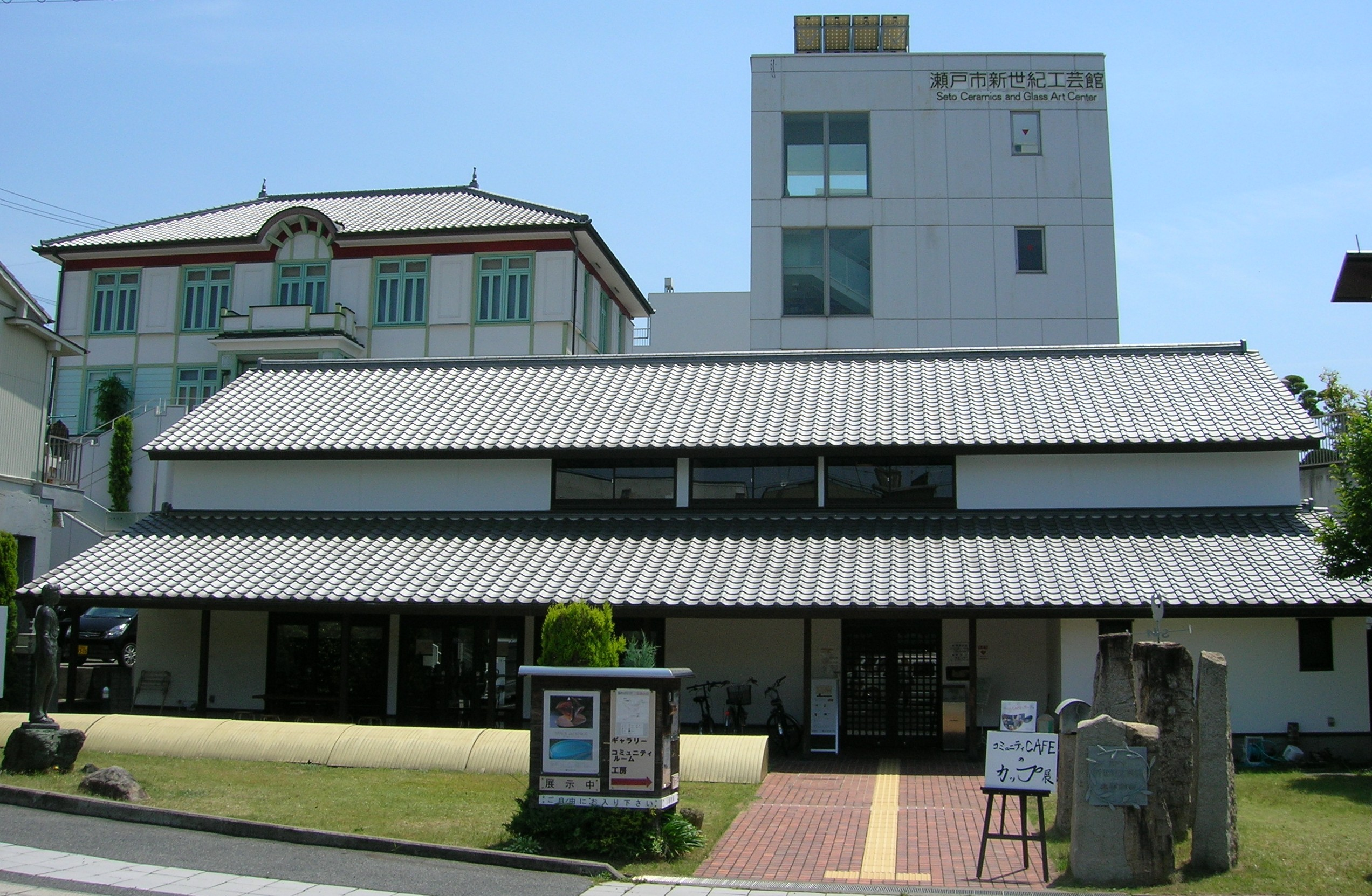
瀨戶市新世紀工藝館
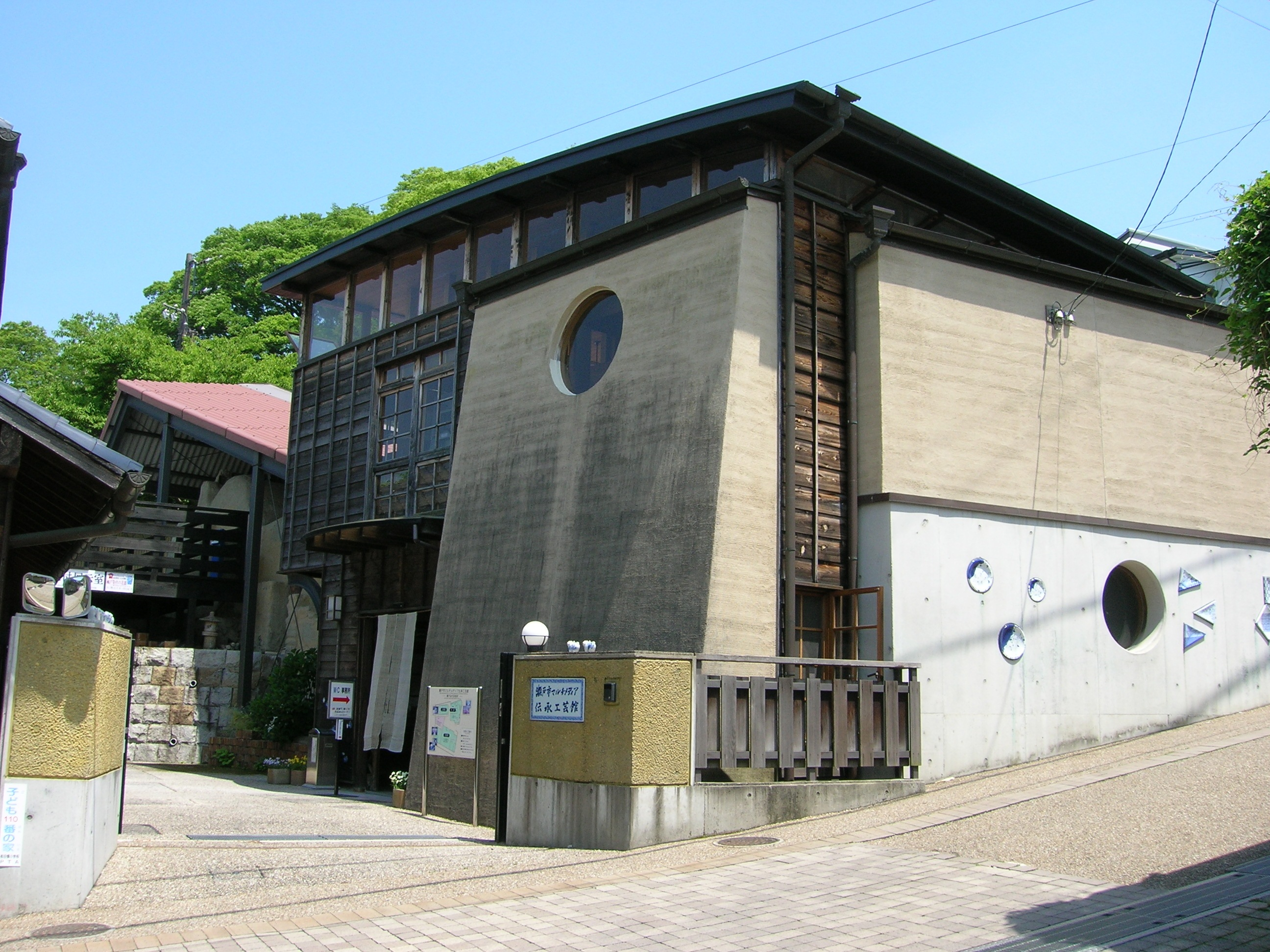
瀨戶染付工藝館
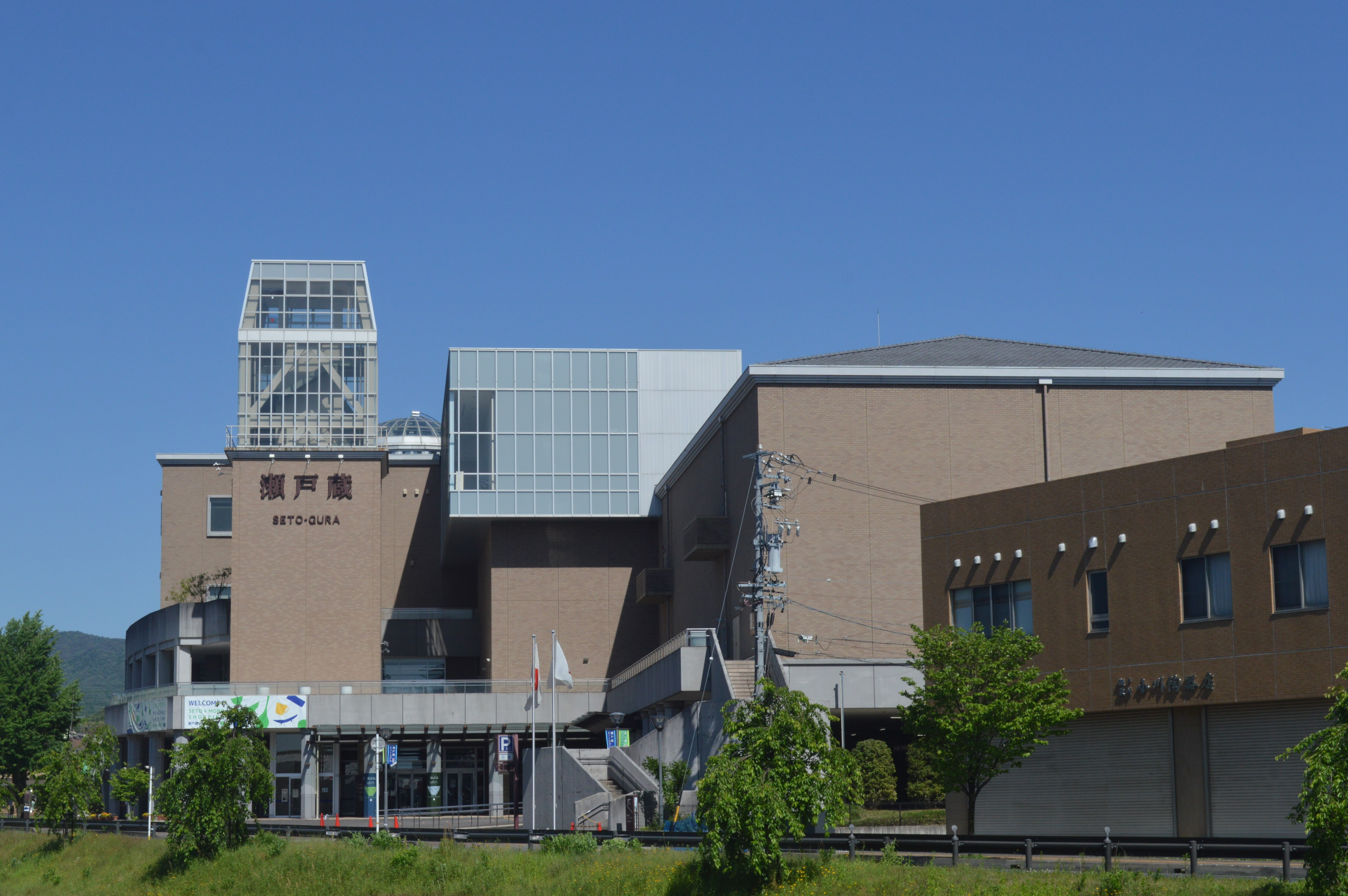
瀨戶藏博物館
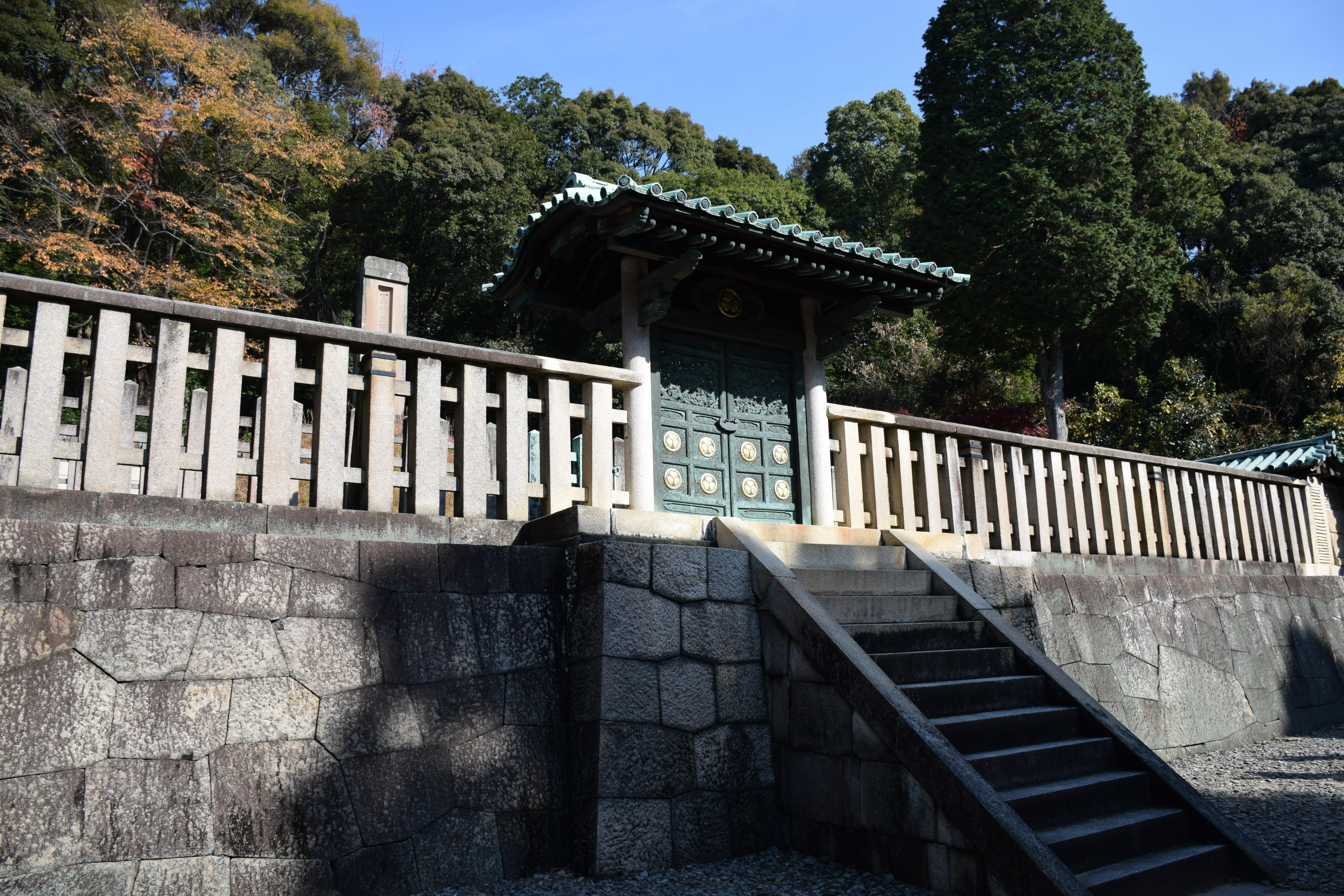
定光寺源敬公廟唐門
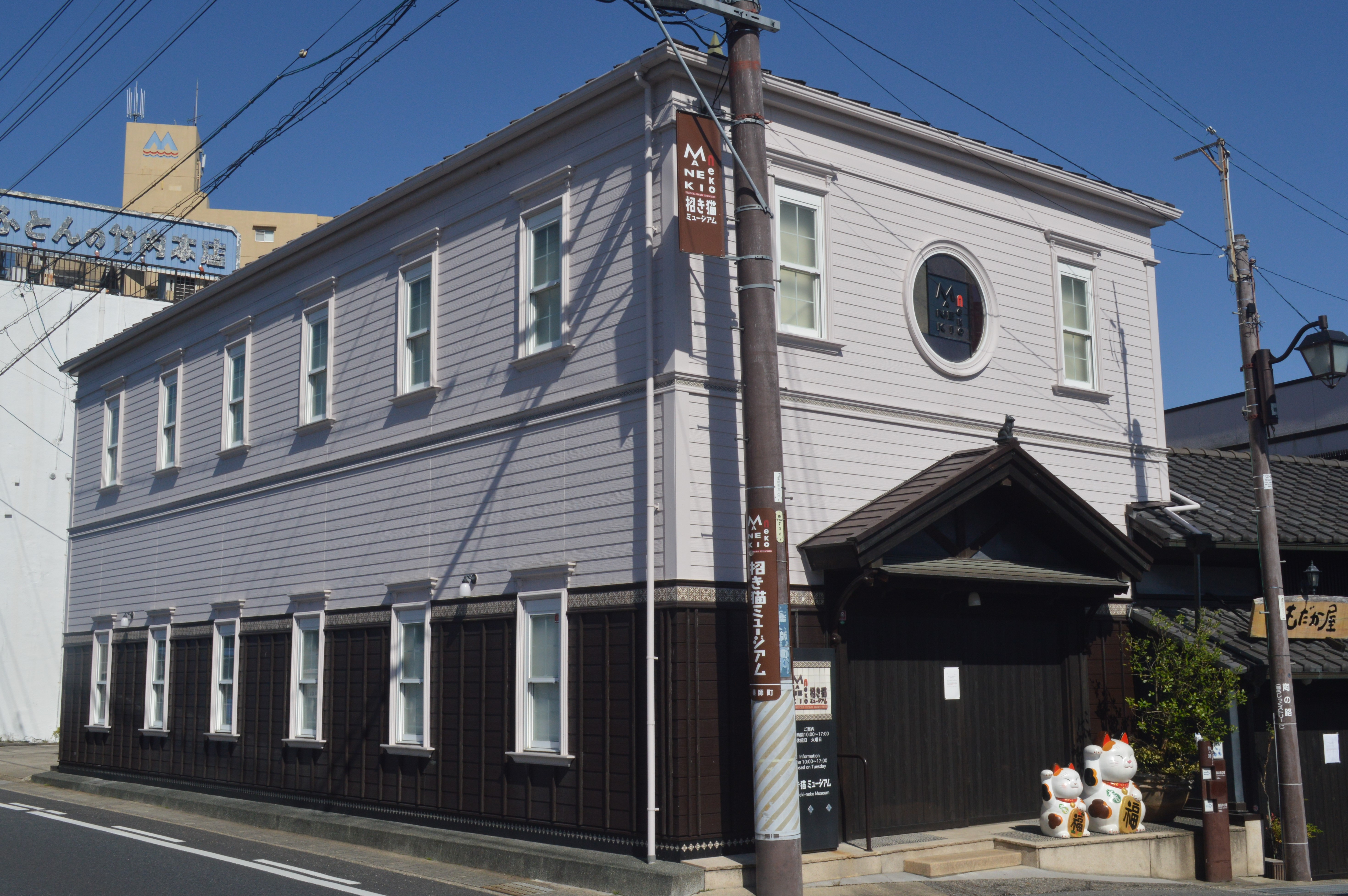
招財貓博物館
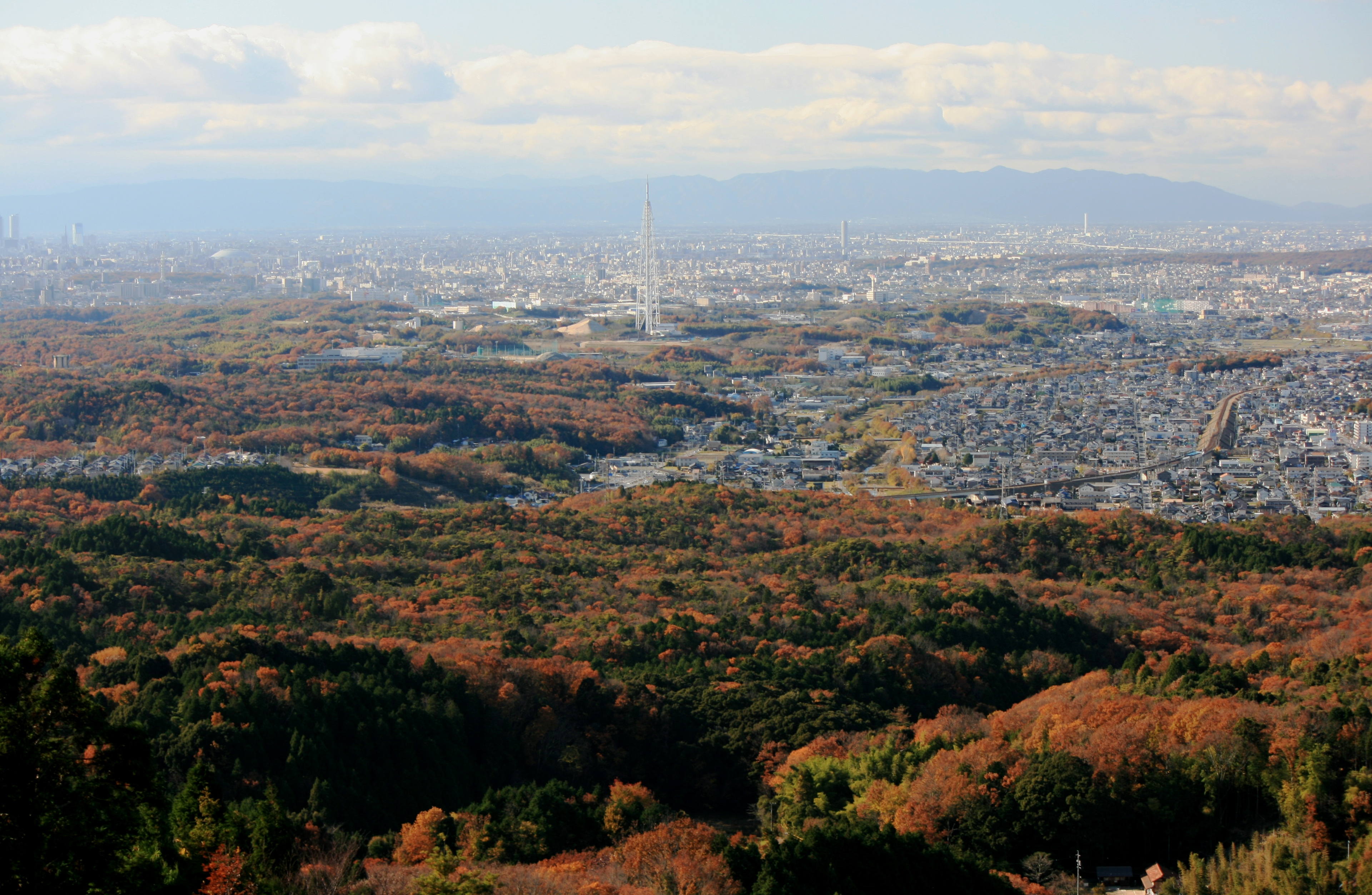
自海上之森見到的濃尾平原及名古屋市區
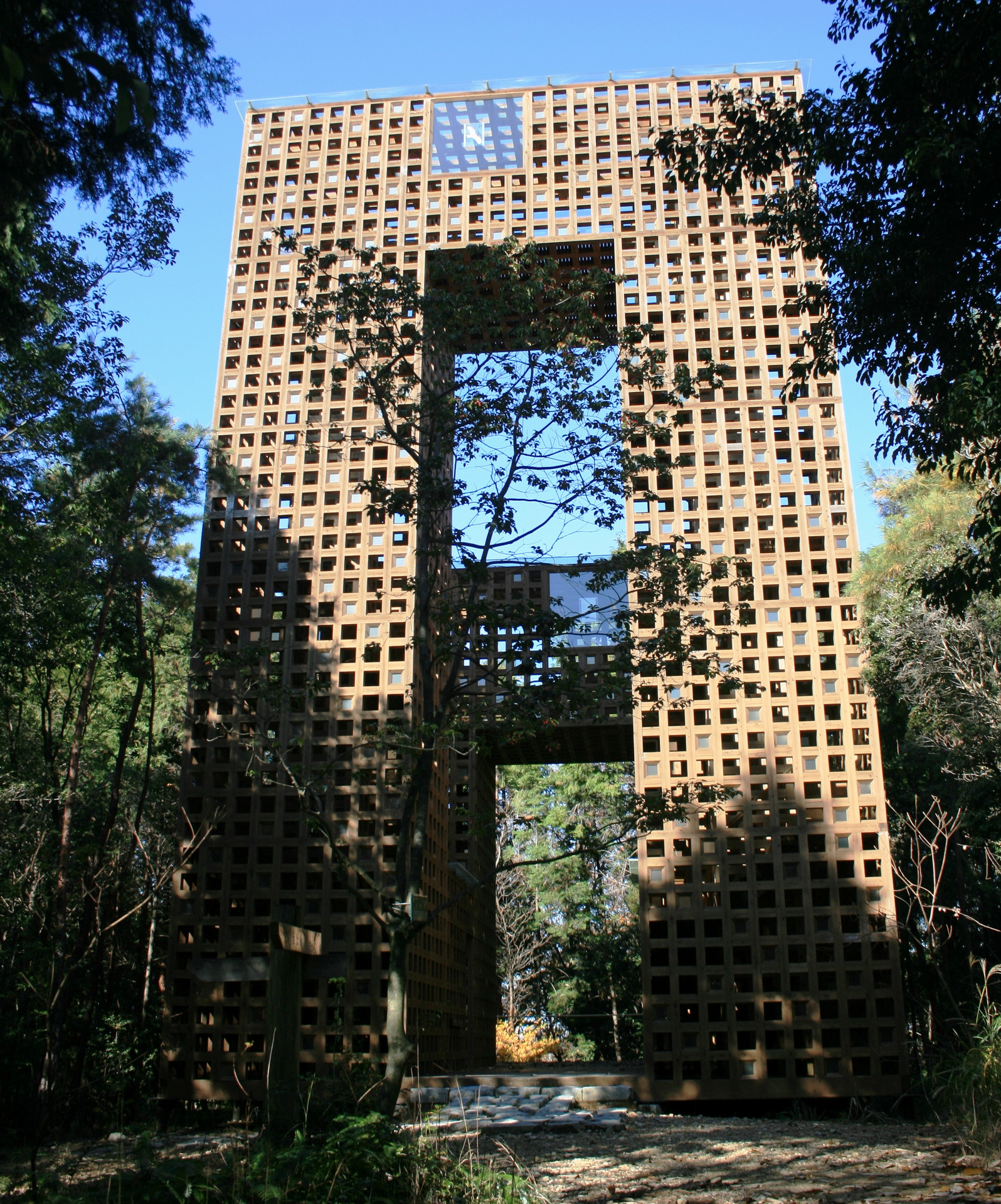
海上之森內的物見之丘展望台

## 教育
名古屋學院大學於1968年在瀨戶市的東北部丘陵地上建立了瀨戶校區，目前主要由運動健康學部所使用。
過去在東南部還曾有以生活學科為主的名古屋聖靈短期大學，1995年後與南山大學合併經營後，該校地也在2000年成為南山大學的瀨戶校區，不過南山在大學在2017年將校區統整回位於名古屋市內的主校區，南山校區因始而停止使用，
此外東京大學的大學院農學生命科學研究科在此擁有一片實驗林場，同時也設有生態水文學研究所。
位於主要市區內的愛知縣立瀨戶工科高等學校為市內歷史最久的公立高等學校，其前身為配合本地製窯產業而成立於1895年的「瀨戶陶器學校」，在1948年日本實施學制改革後成為「愛知縣立瀨戶窯業高等學校」，過去曾為全日本唯一以製陶為特色的「窯業高等學校」，但在2021年配合時代的改變而更名為現在使用的「愛知縣立瀨戶工科高等學校」。

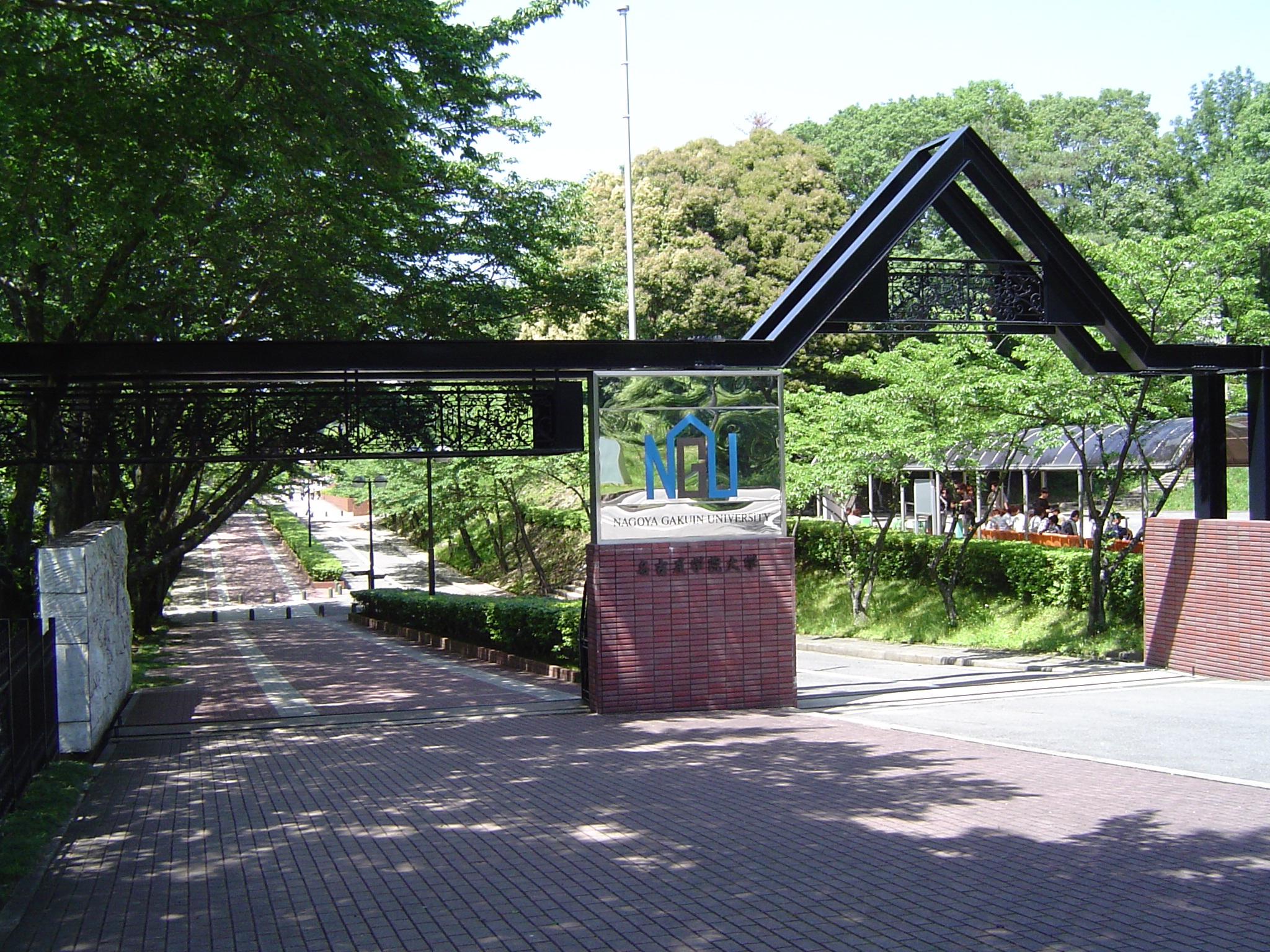
名古屋學院大學瀨戶校區校門
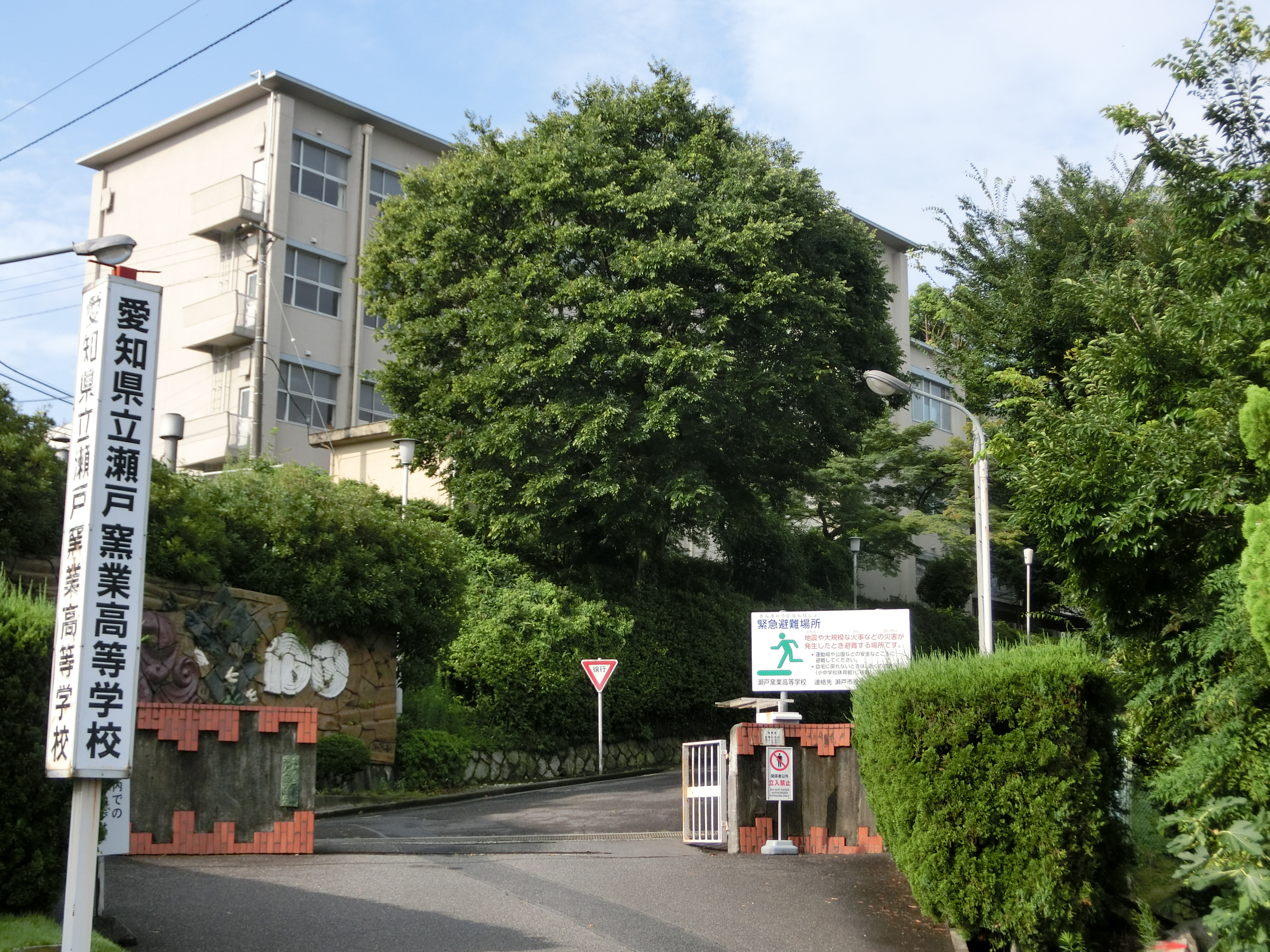
愛知縣立瀨戶工科高等學校校門

## 姊妹、友好城市

### 海外
- 景德鎮市（中国江西省）
兩地於1996年締結為友好都市。[32]
- 利摩日（法國新阿基坦大区上维埃纳省）
兩地於2004年締結為姊妹城市。[32]
- 納布勒（突尼西亞納布勒省）
兩地於2004年締結為姊妹城市。[32]
- 利川市（韩国京畿道）
兩地於2006年締結為姊妹城市。[32]